# Yvonne Useldinger
Yvonne Useldinger, amb nom de naixement Yvonne Hostert, (Steinfort, 6 de novembre de 1921 - Esch-sur-Alzette, 11 de febrer de 2009) fou una política luxemburguesa activista de la Resistència durant la Segona Guerra Mundial. Membre del Partit Comunista de Luxemburg des del 1938.
Yvonne Hostert va passar la seva infància a Differdange, i va esdevenir l'any 1937 en membre de les Joventuts Socialistes. El 1940 es va casar amb Arthur Useldinger, una figura d'alt nivell al Partit Comunista de Luxemburg. El 1941 va ser arrestada per primera vegada per la Gestapo, però va ser alliberada per falta de proves en contra seu. Un any més tard, moment què ella estava embarassada, va ser arrestada novament junt amb els seus pares i germà. La seva filla, Fernande, va néixer en una presó a Trèveris. A la fi de juny 1943 va ser deportada a un camp de concentració de Ravensbrück, on més tard va esdevenir membre d'una organització clandestina il·legal.
El seu pare havia estat deportat primer al camp de concentració d'Hinzer, per a posteriorment enviar-ho a Mauthausen; el seu germà va ser enviat a Dachau. La seva mare va ser posada en llibertat, i es va fer càrrec del bebè d'Yvonne.
Useldinger va ser traslladada al desembre de 1944, del camp de Ravensbrück a un camp secundari, que havia estat construït als entorns. Després que Ravensbrück va ser alliberat per l'Exèrcit Roig, Useldinger va ser a la fi d'abril de 1945 evacuada a Suècia per la Creu Roja Sueca. Poc després, va retornar a Luxemburg.
El 1945 va formar part de la fundació de la Unió de Dones Luxemburgueses, de la qual més tard va esdevenir la seva presidenta. Els seus dibuixos del camp de concentració de Ravensbrück s'exposen al Museu Nacional de la Resistència.